# Campeonato de Primera C 2006-07 (Argentina)
El Campeonato de Primera C 2006/07 fue la septuagésima tercera temporada de la categoría y la vigésima de esta división como cuarta categoría del fútbol argentino. Fue disputado entre el 29 de julio de 2006 y el 14 de mayo de 2007 por 20 equipos.
En el torneo se incorporaron Deportivo Laferrere (descendido de la Primera B) e Ituzaingó (campeón de la Primera D).
El campeón fue el Club Atlético Acassuso, ganador de ambas fases, lo que hizo innecesario la disputa de la eventual final. El segundo ascenso lo obtuvo el Club Atlético Argentino de Rosario, ganador del Reducido.
El descenso a Primera D correspondió al Club Atlético Ituzaingó, último en la tabla de promedios.

## Ascensos y descensos
| Promedio | Descendido de la Primera C 2005-06 |
| -------- | ---------------------------------- |
| 20.°     | Argentino de Quilmes               |

| Posición | Ascendido de la Primera D 2005-06 |
| -------- | --------------------------------- |
| Campeón  | Ituzaingó                         |

| Posición | Ascendido a la Primera B 2006-07 |
| -------- | -------------------------------- |
| Campeón  | Deportivo Merlo                  |

| Promedio | Descendidos de la Primera B 2005-06 |
| -------- | ----------------------------------- |
| 22.º     | Deportivo Laferrere                 |

## Equipos participantes
| Equipo                | Ciudad         | Estadio                    | Capacidad |
| --------------------- | -------------- | -------------------------- | --------- |
| Acassuso              | Boulogne       | La Quema                   | 800       |
| Argentino (M)         | Merlo          | Argentino de Merlo         | 11.000    |
| Argentino (R)         | Rosario        | José Martín Olaeta         | 6.800     |
| Barracas Bolívar      | Bolívar        | Municipal de Bolívar       | 4.000     |
| Barracas Central      | Buenos Aires   | Barracas Central           | 4.400     |
| Cañuelas              | Cañuelas       | Jorge Alfredo Arín         | 1.500     |
| Colegiales            | Munro          | Libertarios Unidos         | 6.000     |
| Deportivo Laferrere   | Laferrere      | Ciudad de Laferrere        | 10.000    |
| Dock Sud              | Dock Sud       | De Los Inmigrantes         | 9.500     |
| Excursionistas        | Buenos Aires   | Excursionistas             | 7.200     |
| Fénix                 | Pilar          | Carlos Barraza             | 6.000     |
| General Lamadrid      | Buenos Aires   | Enrique Sexto              | 3.500     |
| Ituzaingó             | Ituzaingó      | Carlos Sacaan              | 3.500     |
| Justo José de Urquiza | Loma Hermosa   | Ramón Roque Martín         | 2.500     |
| Luján                 | Luján          | Municipal de Luján         | 2.000     |
| Sacachispas           | Buenos Aires   | Roberto Larrosa            | 4.000     |
| San Martín            | Burzaco        | Francisco Boga             | 5.000     |
| San Miguel            | Los Polvorines | Malvinas Argentinas        | 11.000    |
| Villa Dálmine         | Campana        | Coliseo de Mitre y Puccini | 12.000    |
| Villa San Carlos      | Berisso        | Genacio Sálice             | 4.000     |

|  |

### Distribución geográfica de los equipos
| Región                                   | Cant. | Equipos |
| ---------------------------------------- | ----- | --- |
| Conurbano bonaerense                     | 10    | Acassuso, Argentino de Merlo, Colegiales, Deportivo Laferrere, Dock Sud, Fénix, Ituzaingó, Justo José de Urquiza, San Martín (B) y San Miguel |
| Ciudad de Buenos Aires                   | 4     | Barracas Central, Excursionistas, General Lamadrid y Sacachispas                                                                              |
| Interior de la provincia de Buenos Aires | 4     | Barracas Bolívar, Cañuelas, Luján y Villa Dálmine                                                                                             |
| Gran La Plata                            | 1     | Villa San Carlos |
| Ciudad de Rosario                        | 1     | Argentino |

## Formato

### Competición
Se disputaron dos torneos llamados Apertura y Clausura. En cada uno de ellos, los 20 equipos se enfrentaron todos contra todos. Ambos se jugaron a una sola rueda. Los partidos disputados en el Torneo Clausura representaron los desquites de los del Torneo Apertura, invirtiendo la localía. Si el ganador de ambas fases fuera el mismo equipo, sería el campeón. En cambio, si los ganadores del Apertura y el Clausura fueran dos equipos distintos disputarían una final a dos partidos para determinarlo.

### Ascensos
Al ganar los dos torneos el mismo equipo, se consagró campeón y obtuvo el ascenso. Los ocho equipos mejor ubicados en la tabla de posiciones final, a excepción del campeón, clasificaron al Torneo reducido cuyo ganador disputó la Promoción contra un equipo de la Primera B Metropolitana.

### Descensos
El promedio se calculó con los puntos obtenidos en la fase regular de los torneos de 2004-05, 2005-06 y 2006-07. El equipo que ocupó el último lugar de la tabla de promedios descendió a la Primera D, mientras que el anteúltimo disputó una Promoción contra un equipo de dicha categoría.

## Torneo Apertura

### Tabla de posiciones final
| Pos | Equipo              | Pts | PJ | G  | E | P  | GF | GC | DIF |
| --- | ------------------- | --- | -- | -- | - | -- | -- | -- | --- |
| 1º  | Acassuso            | 40  | 19 | 11 | 7 | 1  | 25 | 12 | 13  |
| 2º  | J. J. Urquiza       | 38  | 19 | 10 | 8 | 1  | 35 | 15 | 20  |
| 3º  | Barracas Central    | 35  | 19 | 10 | 5 | 4  | 30 | 16 | 14  |
| 4º  | Cañuelas            | 31  | 19 | 9  | 4 | 6  | 27 | 15 | 12  |
| 5º  | Fénix               | 31  | 19 | 9  | 4 | 6  | 26 | 22 | 4   |
| 6º  | Luján               | 29  | 19 | 8  | 5 | 6  | 23 | 18 | 5   |
| 7º  | Deportivo Laferrere | 29  | 19 | 7  | 8 | 4  | 24 | 22 | 2   |
| 8º  | Sacachispas         | 29  | 19 | 9  | 2 | 8  | 22 | 26 | -4  |
| 9º  | Argentino (R)       | 27  | 19 | 7  | 6 | 6  | 18 | 19 | -1  |
| 10º | Colegiales          | 26  | 19 | 7  | 5 | 7  | 25 | 20 | 5   |
| 11º | Villa San Carlos    | 26  | 19 | 6  | 8 | 5  | 26 | 25 | 1   |
| 12º | San Martín (B)      | 26  | 19 | 7  | 5 | 7  | 14 | 20 | -6  |
| 13º | Villa Dálmine       | 23  | 19 | 6  | 5 | 8  | 19 | 19 | 0   |
| 14º | Dock Sud            | 22  | 19 | 6  | 4 | 9  | 19 | 32 | -13 |
| 15º | San Miguel          | 20  | 19 | 4  | 8 | 7  | 19 | 21 | -2  |
| 16º | Barracas Bolívar    | 20  | 19 | 5  | 5 | 9  | 23 | 33 | -10 |
| 17º | General Lamadrid    | 18  | 19 | 4  | 6 | 9  | 19 | 21 | -2  |
| 18º | Ituzaingó           | 18  | 19 | 4  | 6 | 9  | 13 | 26 | -13 |
| 19º | Argentino (M)       | 15  | 19 | 4  | 3 | 12 | 11 | 26 | -15 |
| 20º | Excursionistas      | 10  | 19 | 2  | 4 | 13 | 13 | 25 | -12 |

### Goleadores
| Jugador      | Equipo      | Goles |
| ------------ | ----------- | ----- |
| Carlos Salom | Sacachispas | 12    |

## Torneo Clausura

### Tabla de posiciones final
| Pos | Equipo              | Pts | PJ | G  | E | P  | GF | GC | DIF |
| --- | ------------------- | --- | -- | -- | - | -- | -- | -- | --- |
| 1º  | Acassuso            | 36  | 19 | 10 | 6 | 3  | 25 | 9  | 16  |
| 2º  | General Lamadrid    | 35  | 19 | 10 | 5 | 4  | 29 | 20 | 9   |
| 3º  | J. J. Urquiza       | 34  | 19 | 10 | 4 | 5  | 35 | 23 | 12  |
| 4º  | Barracas Bolívar    | 34  | 19 | 10 | 4 | 5  | 32 | 23 | 9   |
| 5º  | Villa Dálmine       | 30  | 19 | 8  | 6 | 5  | 22 | 18 | 4   |
| 6º  | Barracas Central    | 29  | 19 | 8  | 5 | 6  | 23 | 15 | 8   |
| 7º  | Colegiales          | 29  | 19 | 8  | 5 | 6  | 27 | 25 | 2   |
| 8º  | Argentino (R)       | 28  | 19 | 8  | 4 | 7  | 32 | 28 | 4   |
| 9º  | Deportivo Laferrere | 28  | 19 | 7  | 7 | 5  | 19 | 19 | 0   |
| 10º | Argentino (M)       | 27  | 19 | 8  | 3 | 8  | 27 | 23 | 4   |
| 11º | Sacachispas         | 25  | 19 | 6  | 7 | 6  | 20 | 21 | -1  |
| 12º | Luján               | 24  | 19 | 6  | 6 | 7  | 24 | 28 | -4  |
| 13º | San Miguel          | 23  | 19 | 6  | 5 | 8  | 22 | 23 | -1  |
| 14º | Dock Sud            | 23  | 19 | 6  | 5 | 8  | 20 | 26 | -6  |
| 15º | Villa San Carlos    | 22  | 19 | 6  | 4 | 9  | 20 | 26 | -6  |
| 16º | Ituzaingó           | 22  | 19 | 5  | 7 | 7  | 16 | 24 | -8  |
| 17º | Excursionistas      | 20  | 19 | 6  | 2 | 11 | 23 | 31 | -8  |
| 18º | San Martín (B)      | 20  | 19 | 4  | 8 | 7  | 17 | 24 | -7  |
| 19º | Fénix               | 19  | 19 | 5  | 4 | 10 | 20 | 24 | -4  |
| 20º | Cañuelas            | 11  | 19 | 2  | 5 | 12 | 10 | 33 | -23 |

### Goleadores
| Jugador         | Equipo   | Goles |
| --------------- | -------- | ----- |
| Leonardo Romero | Acassuso | 13    |

## Tabla de posiciones final
| Pos  | Equipo               | Pts | PJ | G  | E  | P  | GF | GC | DIF |
| ---- | -------------------- | --- | -- | -- | -- | -- | -- | -- | --- |
| 1.º  | Acassuso             | 76  | 38 | 21 | 13 | 4  | 50 | 21 | 29  |
| 2.º  | J. J. Urquiza        | 72  | 38 | 20 | 12 | 6  | 70 | 38 | 32  |
| 3.º  | Barracas Central     | 64  | 38 | 18 | 10 | 10 | 53 | 31 | 22  |
| 4.º  | Deportivo Laferrere  | 57  | 38 | 14 | 15 | 9  | 43 | 41 | 2   |
| 5.º  | Colegiales           | 55  | 38 | 15 | 10 | 13 | 52 | 45 | 7   |
| 6.º  | Argentino (R)        | 55  | 38 | 15 | 10 | 13 | 50 | 47 | 3   |
| 7.º  | Barracas Bolívar     | 54  | 38 | 15 | 9  | 14 | 55 | 56 | -1  |
| 8.º  | Sacachispas          | 54  | 38 | 15 | 9  | 14 | 42 | 47 | -5  |
| 9.º  | General Lamadrid     | 53  | 38 | 14 | 11 | 13 | 48 | 41 | 7   |
| 10.º | Villa Dálmine        | 53  | 38 | 14 | 11 | 13 | 41 | 37 | 4   |
| 11.º | Luján                | 53  | 38 | 14 | 11 | 13 | 47 | 46 | 1   |
| 12.º | Fénix                | 50  | 38 | 14 | 8  | 16 | 46 | 46 | 0   |
| 13.º | Villa San Carlos     | 48  | 38 | 12 | 12 | 14 | 46 | 51 | -5  |
| 14.º | San Martín (Burzaco) | 46  | 38 | 11 | 13 | 14 | 31 | 44 | -13 |
| 15.º | Dock Sud             | 45  | 38 | 12 | 9  | 17 | 39 | 58 | -19 |
| 16.º | San Miguel           | 43  | 38 | 10 | 13 | 15 | 41 | 44 | -3  |
| 17.º | Argentino (M)        | 42  | 38 | 12 | 6  | 20 | 38 | 49 | -11 |
| 18.º | Cañuelas             | 42  | 38 | 11 | 9  | 18 | 37 | 48 | -11 |
| 19.º | Ituzaingó            | 40  | 38 | 9  | 13 | 16 | 29 | 50 | -21 |
| 20.º | Excursionistas       | 30  | 38 | 8  | 6  | 24 | 36 | 56 | -20 |

|  | Ascendió directamente a la Primera B.                 |
|  | Participaron del reducido por el ascenso a Primera B. |
|  | Ganador del reducido.                                 |

## Tabla de descenso
| Pos  | Equipo               | PJ  | 2004/05 | 2005/06 | 2006/07 | Pts | Promedio |
| ---- | -------------------- | --- | ------- | ------- | ------- | --- | -------- |
| 1.º  | Acassuso             | 114 | 52      | 38      | 76      | 207 | 1,596    |
| 2.º  | Deportivo Laferrere  | 38  | -       | -       | 57      | 57  | 1,500    |
| 3.º  | Argentino (R)        | 76  | -       | 43      | 55      | 98  | 1,484    |
| 4.º  | J. J. Urquiza        | 114 | 46      | 30      | 72      | 148 | 1,423    |
| 5.º  | Villa Dálmine        | 114 | 62      | 32      | 53      | 147 | 1,413    |
| 6.º  | Sacachispas          | 114 | 49      | 42      | 54      | 145 | 1,394    |
| 7.º  | Fénix                | 76  | -       | 42      | 50      | 92  | 1,393    |
| 8.º  | Barracas Bolívar     | 114 | 44      | 46      | 54      | 144 | 1,384    |
| 9.º  | Colegiales           | 114 | 50      | 39      | 55      | 144 | 1,384    |
| 10.º | Barracas Central     | 114 | 46      | 32      | 64      | 142 | 1,365    |
| 11.º | Luján                | 114 | 35      | 53      | 53      | 141 | 1,355    |
| 12.º | General Lamadrid     | 114 | 58      | 30      | 53      | 141 | 1,355    |
| 13.º | Argentino (M)        | 114 | 60      | 39      | 42      | 141 | 1,355    |
| 14.º | Excursionistas       | 114 | 66      | 43      | 30      | 139 | 1,336    |
| 15.º | Cañuelas             | 114 | 52      | 33      | 42      | 127 | 1,221    |
| 16.º | Villa San Carlos     | 114 | 57      | 22      | 48      | 127 | 1,221    |
| 17.º | San Martín (Burzaco) | 114 | 42      | 34      | 46      | 122 | 1,173    |
| 18.º | Dock Sud             | 114 | 34      | 36      | 45      | 115 | 1,105    |
| 19.º | San Miguel           | 114 | 36      | 34      | 43      | 113 | 1,086    |
| 20.º | Ituzaingó            | 76  | 48      | -       | 40      | 88  | 1,052    |

|  | Jugó la promoción contra el ganador del reducido de la Primera D. |
|  | Descendió a la Primera D.                                         |

## Torneo Reducido
Nota: Los equipos ubicados desde el 2º lugar hasta el 9º lugar participan del torneo reducido, el ganador participa de la promoción por el ascenso a la Primera B.
Nota: En los cuartos y octavos de final solo habrá partidos de ida.
|  | Cuartos de final    | Cuartos de final | Cuartos de final |                  |   | Semifinales                  | Semifinales                  | Semifinales                  |  |  | Final                          | Final                          | Final                          |
|  | 21 de mayo          | 21 de mayo       | 21 de mayo       |                  |   | del 26 de mayo al 9 de junio | del 26 de mayo al 9 de junio | del 26 de mayo al 9 de junio |  |  | del 16 de junio al 23 de junio | del 16 de junio al 23 de junio | del 16 de junio al 23 de junio |
|  |                     |                  |                  |                  |   |                              |                              |                              |  |  |                                |                                |                                |
|  | J. J. Urquiza       | 0(3)             |                  |                  |   |                              |                              |                              |  |  |                                |                                |                                |
|  | General Lamadrid    | 0(4)             |                  |                  |   |                              |                              |                              |  |  |                                |                                |                                |
|  | General Lamadrid    | 0(4)             |                  | Barracas Central | 3 |                              |                              |                              |  |  |                                |                                |                                |
|  |                     |                  |                  | Barracas Central | 3 |                              |                              |                              |  |  |                                |                                |                                |
|  |                     | General Lamadrid | 1                |                  |   |                              |                              |                              |  |  |                                |                                |                                |
|  | Barracas Central    | General Lamadrid | 1                | 1                |   |                              |                              |                              |  |  |                                |                                |                                |
|  | Barracas Central    |                  |                  | 1                |   |                              |                              |                              |  |  |                                |                                |                                |
|  | Sacachispas         | 0                |                  |                  |   |                              |                              |                              |  |  |                                |                                |                                |
|  |                     |                  |                  |                  |   |                              |                              |                              |  |  | Barracas Central               | 3                              | 2                              |
|  |                     |                  | Argentino (R)    | 2                | 6 |                              |                              |                              |  |  |                                |                                |                                |
|  | Deportivo Laferrere | 0                |                  |                  |   |                              |                              |                              |  |  |                                |                                |                                |
|  | Barracas Bolívar    | 1                |                  |                  |   |                              |                              |                              |  |  |                                |                                |                                |
|  | Barracas Bolívar    | 1                |                  | Argentino (R)    | 2 |                              |                              |                              |  |  |                                |                                |                                |
|  |                     |                  |                  | Argentino (R)    | 2 |                              |                              |                              |  |  |                                |                                |                                |
|  |                     | Barracas Bolívar | 1                |                  |   |                              |                              |                              |  |  |                                |                                |                                |
|  | Colegiales          | Barracas Bolívar | 1                | 0                |   |                              |                              |                              |  |  |                                |                                |                                |
|  | Colegiales          |                  |                  | 0                |   |                              |                              |                              |  |  |                                |                                |                                |
|  | Argentino (R)       | 2                |                  |                  |   |                              |                              |                              |  |  |                                |                                |                                |

## Promociones

### Primera C-Primera D
Esta promoción se definió entre el penúltimo de la tabla de promedios y el campeón del Torneo reducido de la Primera D, Berazategui, y se jugó en partidos de ida y vuelta.
| Berazategui                                             | 3 - 3 | San Miguel  | Centenario de Quilmes | 20 de junio | 15:00 |
| San Miguel                                              | 3 - 3 | Berazategui | Carlos Barraza        | 23 de junio | 15:00 |
| San Miguel mantuvo la categoría con un global de 6 - 6. |       |             |                       |             |       |

### Primera B-Primera C
Esta promoción se definió entre Defensores de Cambaceres (penúltimo del promedio de la Primera B) y el campeón del Torneo reducido, y se jugó en partidos de ida y vuelta.
| Argentino (R)                                           | 2 - 1 | Defensores de Cambaceres | José María Olaeta | 16 de junio | 15:00 |
| Defensores de Cambaceres                                | 1 - 0 | Argentino (R)            | Del Bosque        | 23 de junio | 15:00 |
| Cambaceres mantuvo la categoría con un global de 2 - 2. |       |                          |                   |             |       |